# Plewen
Plewen, dawniej (obecnie rzadko) Plewna (bułg. Плевен) – miasto w północnej Bułgarii, na Nizinie Naddunajskiej, ośrodek administracyjny obwodu Plewen oraz okolicznego regionu rolniczego. Według danych szacunkowych Ujednoliconego Systemu Ewidencji Ludności oraz Usług Administracyjnych dla Ludności, 15 września 2023 roku miejscowość liczyła 99 342 mieszkańców.
Podczas wojny rosyjsko-tureckiej w latach 1877–1878 był to główny turecki punkt strategiczny; po długiej obronie Osmana Paszy 10 grudnia 1877 został zdobyty przez Rosjan, z generałem Totlebenem na czele, co zdecydowało o wyniku wojny (upamiętnia ją postawiony w tym mieście pomnik).
W Plewenie istnieje rozwinięty przemysł spożywczy (młynarski, olejarski, konserwowy, cukrowniczy, winiarski, tytoniowy), włókienniczy (bawełniany, lniarski), maszynowy (głównie maszyny rolnicze), materiałów budowlanych.
W okolicy miasta znaleziono skarb wyłczitryński, którego replika jest prezentowana w lokalnym muzeum.
W 1985 roku miasto liczyło około 130 tysięcy mieszkańców.

## Miasta partnerskie
- Brześć (Białoruś)
- Jinzhou (Chiny)
- Kaiserslautern (Niemcy)
- Edesa (Grecja)
- Wolos (Grecja)
- Bitola (Macedonia Północna)
- Kawadarci (Macedonia Północna)
- Guimarães (Portugalia)
- Moskwa (Rosja)
- Rostów nad Donem (Rosja)
- Braiła (Rumunia)
- Gornji Milanovac (Serbia)
- Bursa (Turcja)
- Charlottesville (Stany Zjednoczone)
- Płock (Polska)[6]

## Galeria

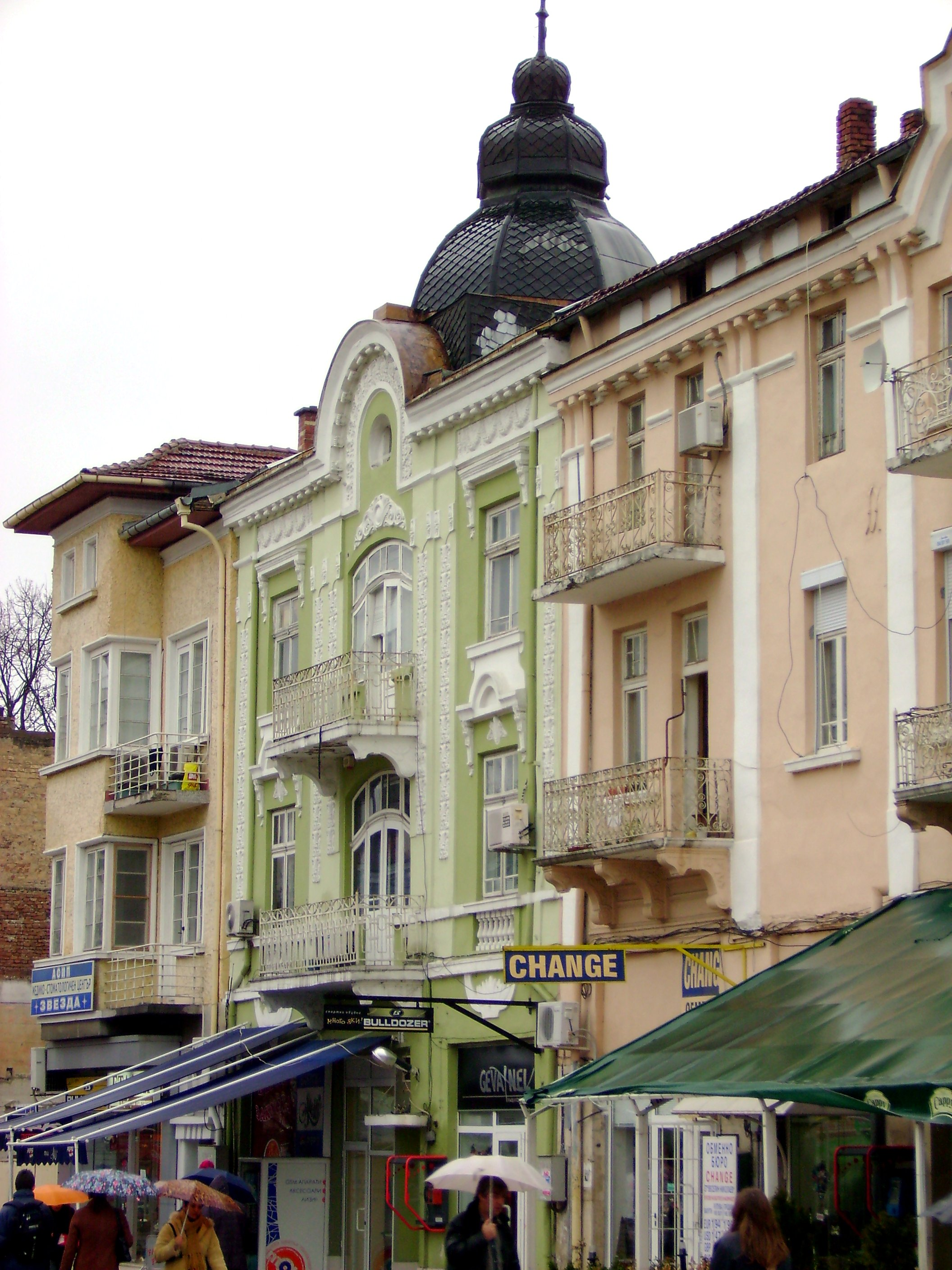
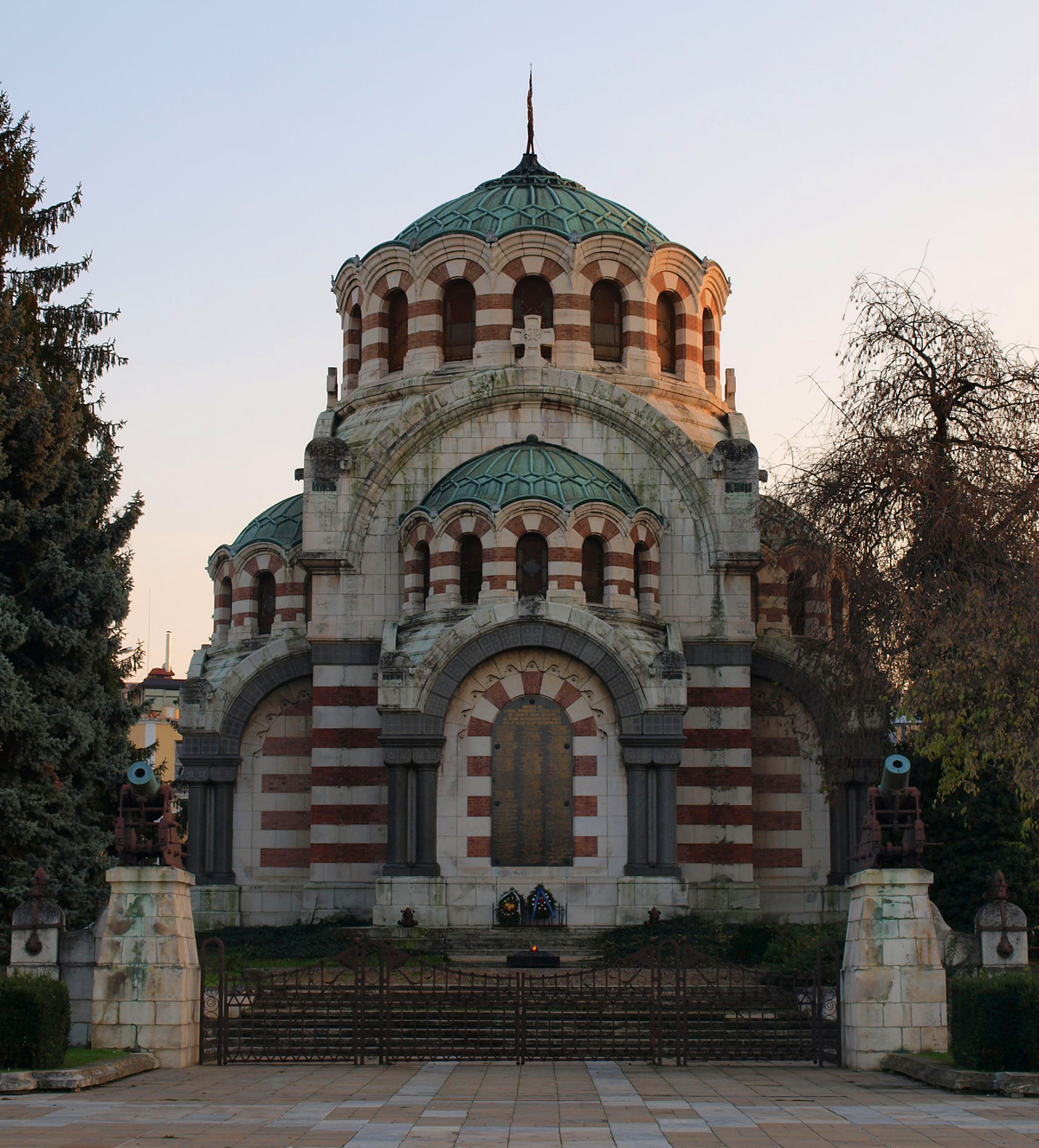
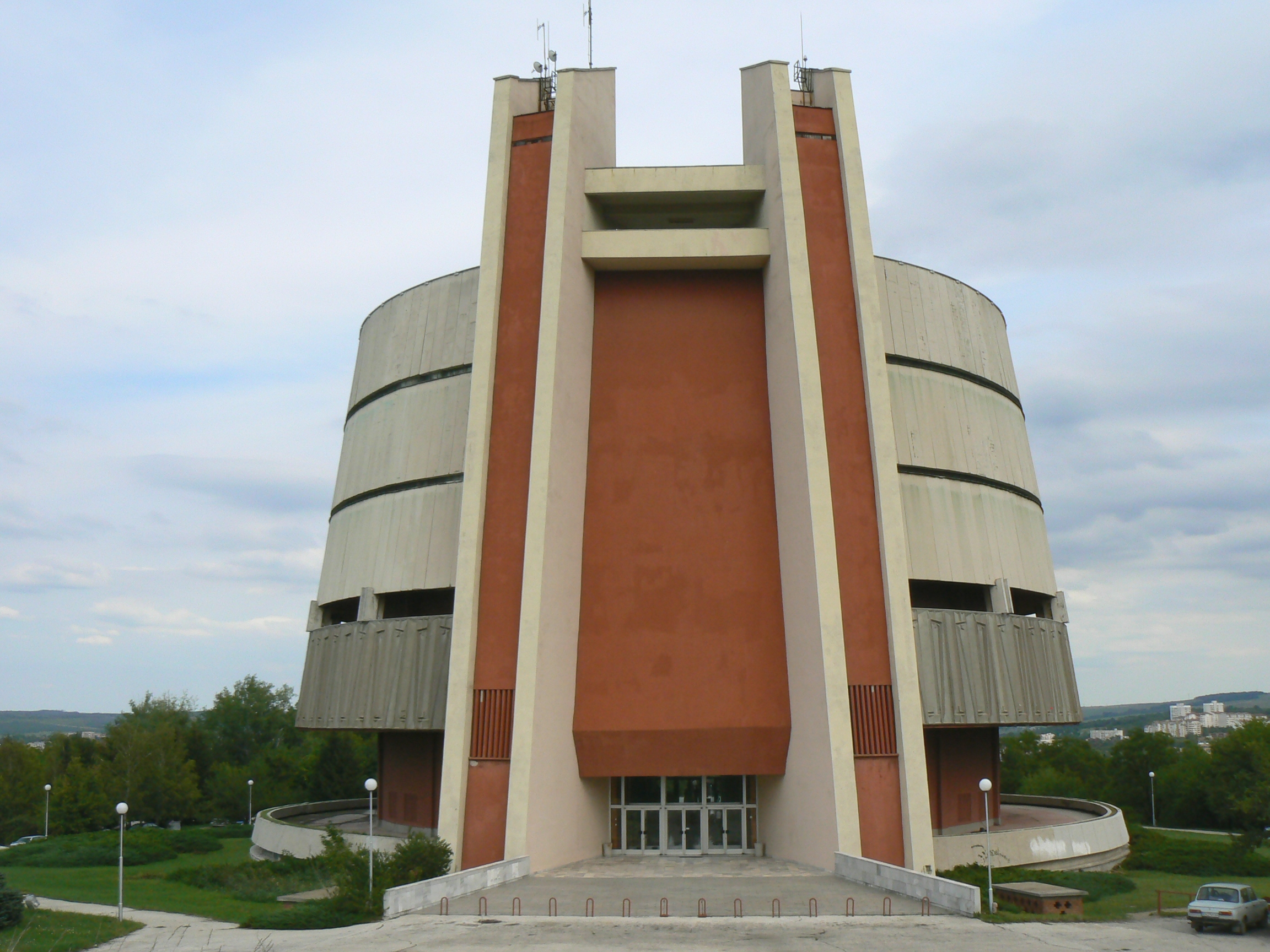
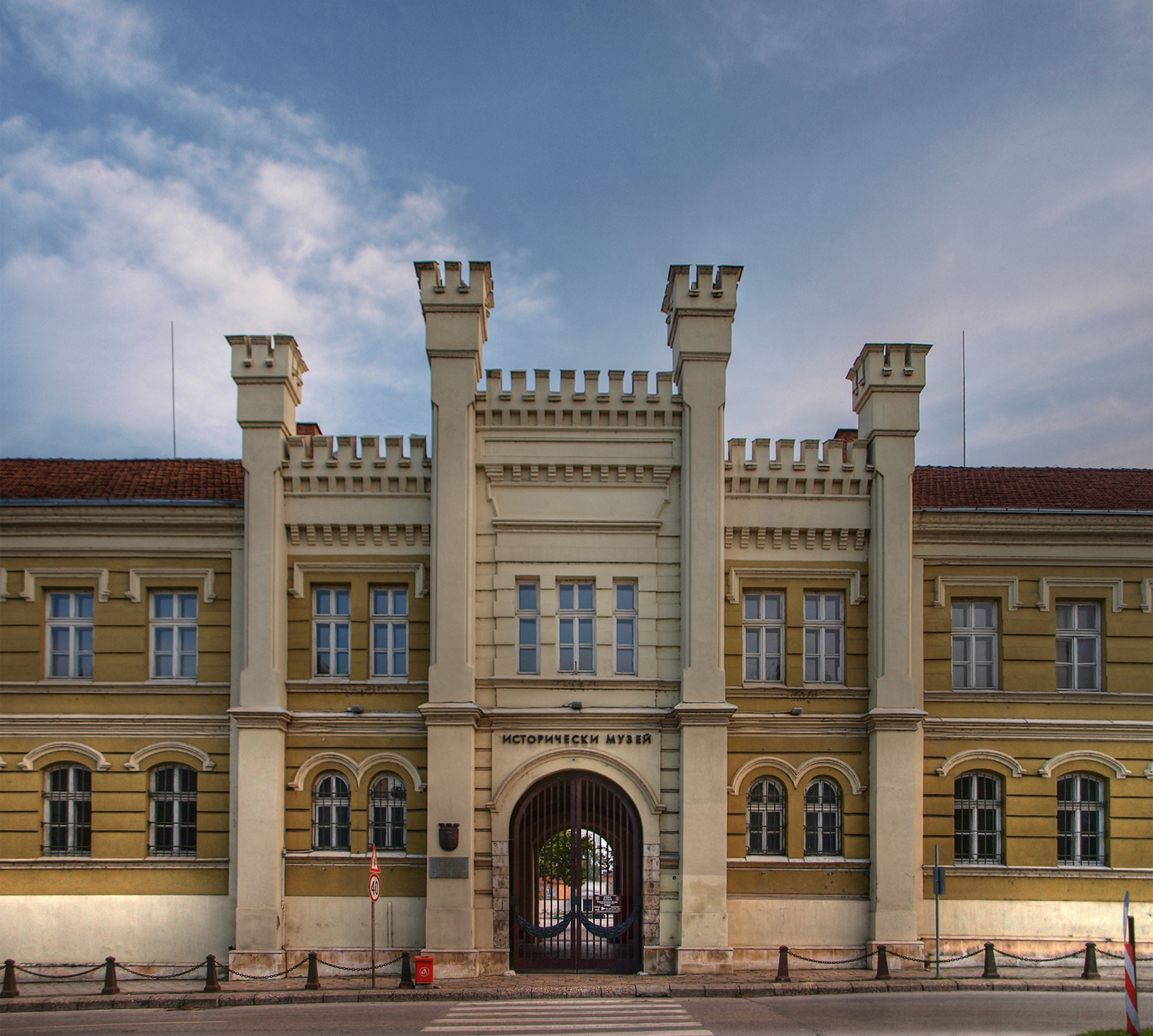
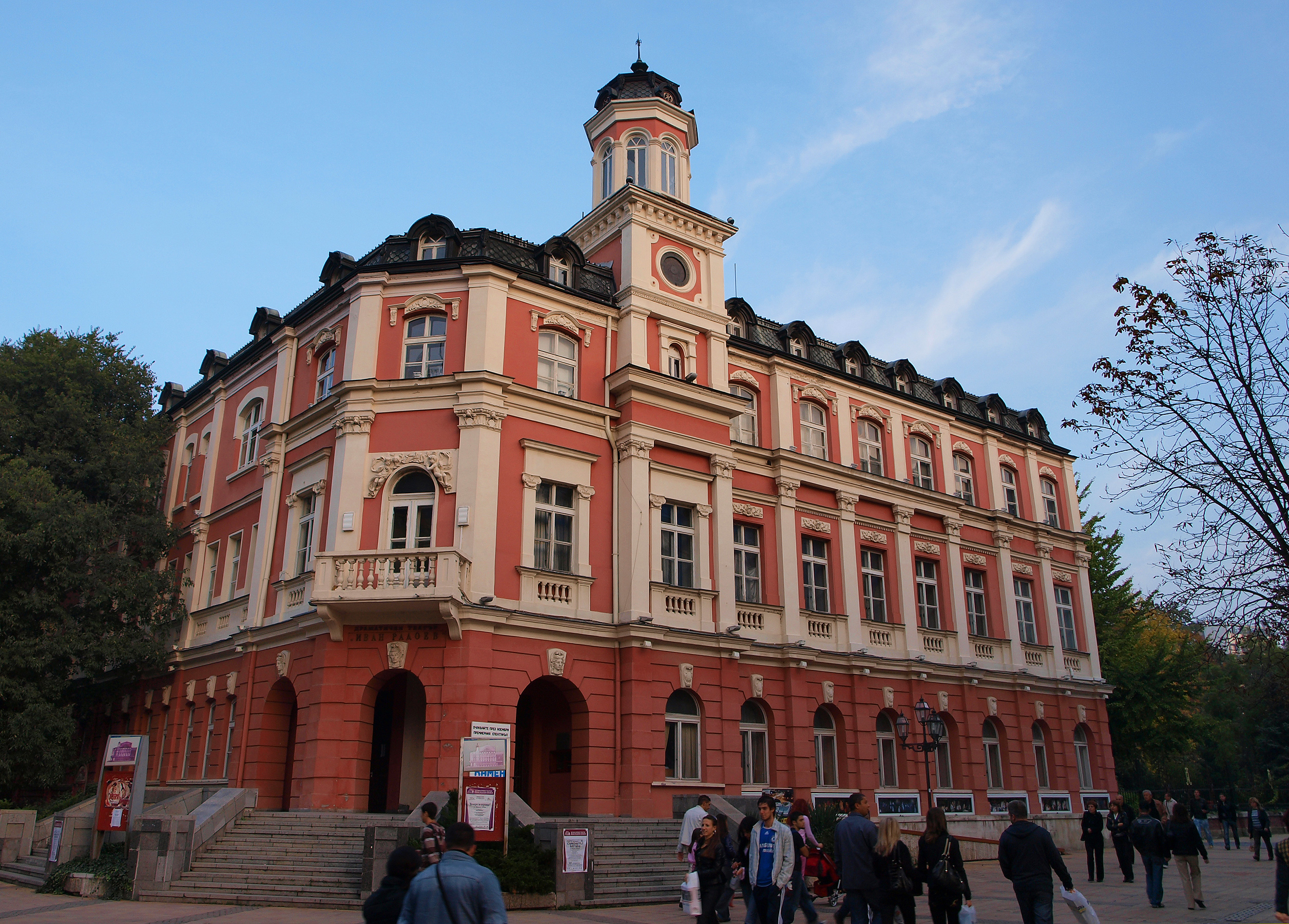